# فرناندو لوبيز أرياس
فرناندو لوبيز أرياس (بالإسبانية: Fernando López Arias)‏ هو سياسي مكسيكي، ولد في 8 أغسطس 1905، وتوفي في 3 يوليو 1978. حزبياً، نشط في الحزب الثوري المؤسساتي.